# Jack Rollins
Pour les articles homonymes, voir Rollins.
Jack Rollins (né Jacob Rabinowitz le 23 mars 1915 à Brooklyn (New York) - 18 juin 2015, New York) est un producteur de cinéma et agent artistique américain.
Il a été l'agent de nombreux comédiens et personnalités télévisuelles, dont Woody Allen (pour qui il a produit la majorité de ses films aux côtés de Charles H. Joffe), Robert Klein, Robin Williams, Louise Lasser, Billy Crystal, Martin Short et David Letterman.
Il apparaît également en tant que comédien dans Stardust Memories et Broadway Danny Rose.